# کنوانسیون رامسر

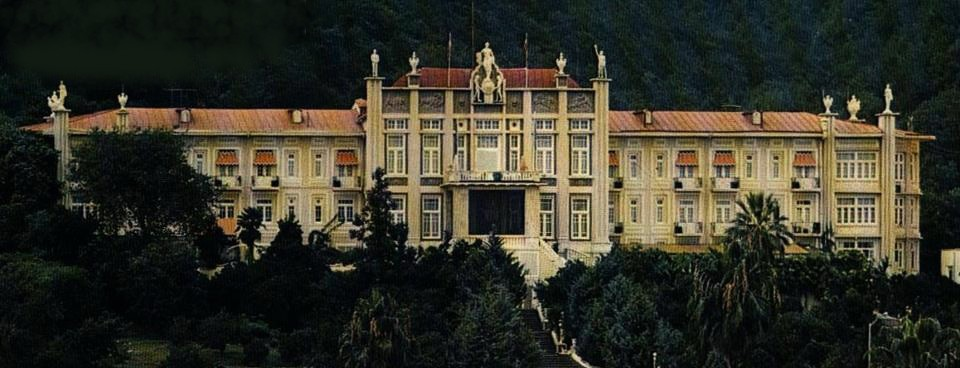
هتل بنیاد پهلوی (قدیم) رامسر مکان برگزاری و تصویب کنوانسیون

کنوانسیون رامسر یا کنوانسیون رامسر برای تالاب‌ها (در گذشته: کنوانسیون مربوط به تالاب‌های مهم بین‌المللی، به ویژه تالاب‌های زیستگاه پرندگان آبزی)، پیمانی بین‌المللی برای حفاظت از تالاب‌ها و حیوانات و گیاهان وابسته به آن‌ها (به ویژه پرندگان آبزی) است که در سال ۱۳۴۹ در شهر رامسر به تصویب رسید. در ابتدا این معاهده به امضای نمایندگان ۱۸ کشور شرکت‌کننده رسید. در حال حاضر این پیمان ۲۴۱۲ مکان به وسعت بیش از ۲۵۴هزار هکتار در ۱۷۱ کشور را پوشش می‌دهد.

## پیشینه
این پیمان با تلاش اسکندر فیروز رئیس وقت سازمان محیط زیست ایران تهیه شد. تعریف تالاب در این کنوانسیون بسیار موسع است و شامل «مردابها و باتلاقها و لجن‌زارها یا آب‌های طبیعی یا مصنوعی اعم از دایمی یا موقت است که آب‌های شیرین -تلخ یا شور در آن به صورت راکد یا جاری یافت شود- از آن جمله است آب‌های دریا که عمق آن‌ها در پایین‌ترین نقطه جزر از شش متر تجاوز ننماید.» (ماده ۱ - بند۱)
این کنوانسیون هم‌اکنون ۲۴۱۲ تالاب به وسعت بیش از ۲۵۴ میلیون هکتار را پوشش می‌دهد. بریتانیا با ۱۷۵ تالاب بیشترین تعداد و کانادا با ۱۳میلیون هکتار بیشترین وسعت از تالاب‌های خود را تحت پوشش این معاهده درآورده‌اند.

## روز جهانی تالاب‌ها
۲ فوریه ۱۹۷۱–۱۳ بهمن ۱۳۴۹ روز تصویب این کنوانسیون به نام روز جهانی تالاب‌ها نام‌گذاری شده‌است.
کنوانسیون رامسر در سال ۱۹۷۵ جنبهٔ قانونی یافت. این معاهده کشورهای عضو را ملزم به تعیین و حفظ تالاب‌های با اهمیت بین‌المللی و تشویق به استفاده خردمندانه از آن‌ها می‌نماید. بیش از ۱۷۰۰ سایت با مساحت کل حدود ۱۵۰ میلیون هکتار در حال حاضر در این کنوانسیون به ثبت رسیده‌اند (آمار سال ۲۰۰۸).
این کنوانسیون بر حفاظت و بهره‌برداری معقول از تالاب‌ها به ویژه در جهت فراهم ساختن زیستگاهی برای پرندگان آبزی تأکید می‌کند. طی گذشت سال‌ها، کنوانسیون گسترهٔ نگرش خود را چنان افزایش داده که تمام ابعاد حفاظت و بهره‌برداری معقول و پایدار از تالاب‌ها را در بر می‌گیرد و تالاب‌ها را در زمرهٔ اکوسیستم‌هایی می‌داند که در حفاظت از تنوع زیستی و رفاه جامعه بشری اهمیت فوق‌العاده‌ای دارند.